# Distichophyllum spathulatum
Distichophyllum spathulatum är en bladmossart som beskrevs av Frans François Dozy och Molkenboer 1846. Distichophyllum spathulatum ingår i släktet Distichophyllum och familjen Hookeriaceae. Inga underarter finns listade i Catalogue of Life.